# Léopold Barré
Pour les articles homonymes, voir Barré.
Léopold Barré, né Pierre-Jean Barré à Paris le 15 avril 1819 et mort à Paris 5e le 29 décembre 1899,, est un acteur français.

## Théâtre

### Hors Comédie-Française
- 1855 : L'Honneur et l'argent de François Ponsard, théâtre de l'Odéon : le capitaliste

### Carrière à la Comédie-Française
Entré en 1858
Nommé 300e sociétaire en 1876
Départ en 1888
- 1858 : Dom Juan ou le Festin de pierre de Molière : Pierrot, puis le mendiant
- 1858 : Le Mariage de Figaro de Beaumarchais : Brid'oison
- 1858 : Tartuffe de Molière : Orgon
- 1858 : George Dandin de Molière : Dandin
- 1858 : Les Plaideurs de Jean Racine : Chicaneau
- 1859 : Le Barbier de Séville de Beaumarchais : Bazile
- 1859 : Le Mariage de Figaro de Beaumarchais : Bartholo
- 1859 : Le Misanthrope de Molière : Dubois
- 1861 : Les Fourberies de Scapin de Molière : Argante
- 1861 : Tartuffe de Molière : M. Loyal
- 1861 : Les Femmes savantes de Molière : Chrysale
- 1862 : Le Bourgeois gentilhomme de Molière : le maître tailleur
- 1864 : Moi d'Eugène Labiche et Édouard Martin : Fromental
- 1864 : La Comtesse d'Escarbagnas de Molière : Thibaudier
- 1869 : Les Plaideurs de Jean Racine : Dandin
- 1869 : Le Mariage de Figaro de Beaumarchais : Antonio
- 1873 : Marion de Lorme de Victor Hugo : Scaramouche
- 1875 : L'Ilote de Charles Monselet et Paul Arène : Chrémès
- 1875 : Le Philosophe sans le savoir de Michel-Jean Sedaine : Antoine
- 1876 : Le Mariage de Victorine de George Sand : Antoine
- 1876 : La Cigale chez les fourmis d'Eugène Labiche et Ernest Legouvé : Chameroy
- 1877 : Chatterton d'Alfred de Vigny : Lord Beckford
- 1880 : L'Impromptu de Versailles de Molière : La Thorillière
- 1880 : Les Femmes savantes de Molière : Chrysale
- 1884 : La Duchesse Martin de Henri Meilhac : le docteur Larivière
- 1888 : Les Femmes savantes de Molière : Chrysale